# Rathaus (Marktsteft)

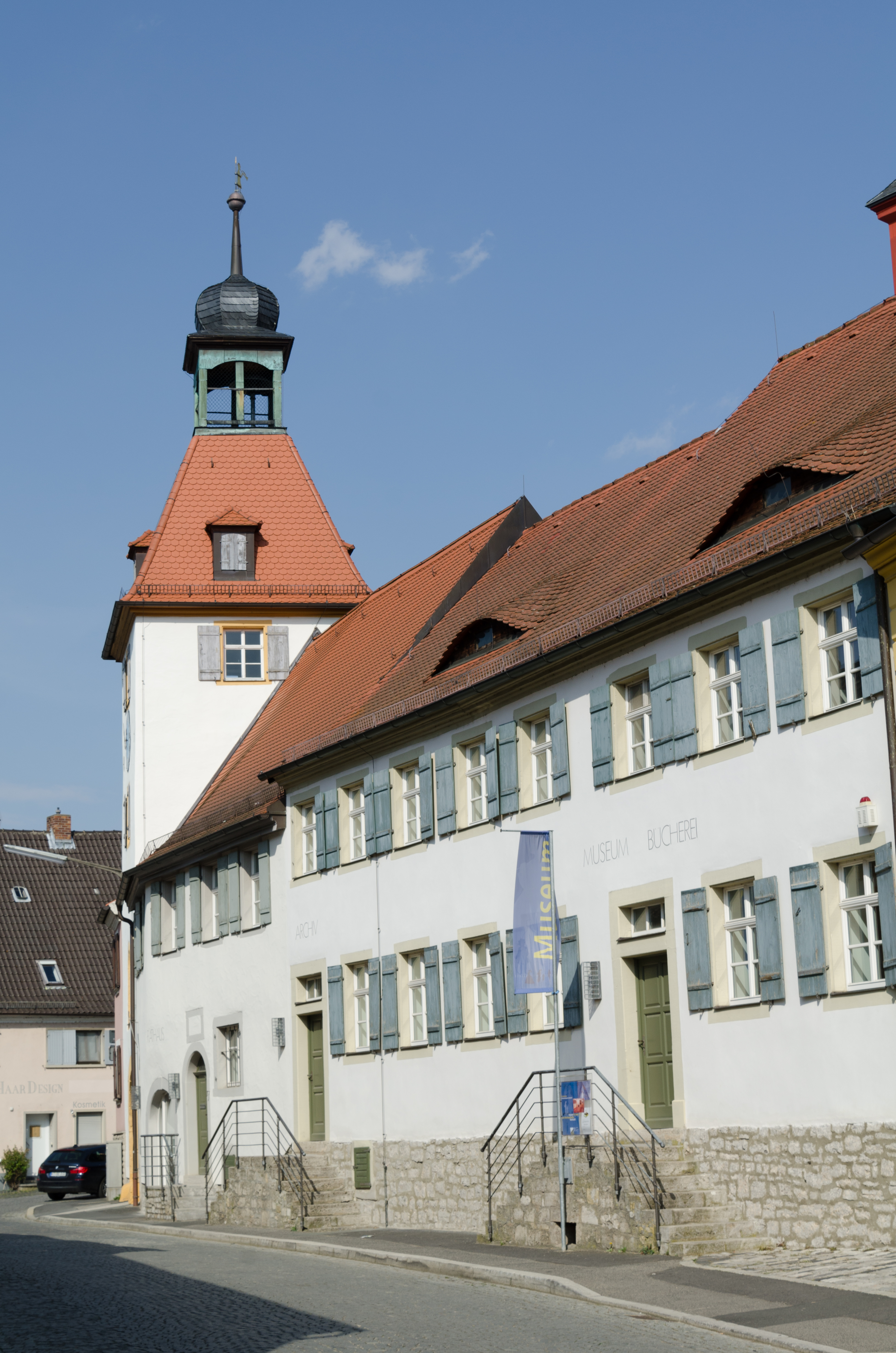
Rathaus in Marktsteft

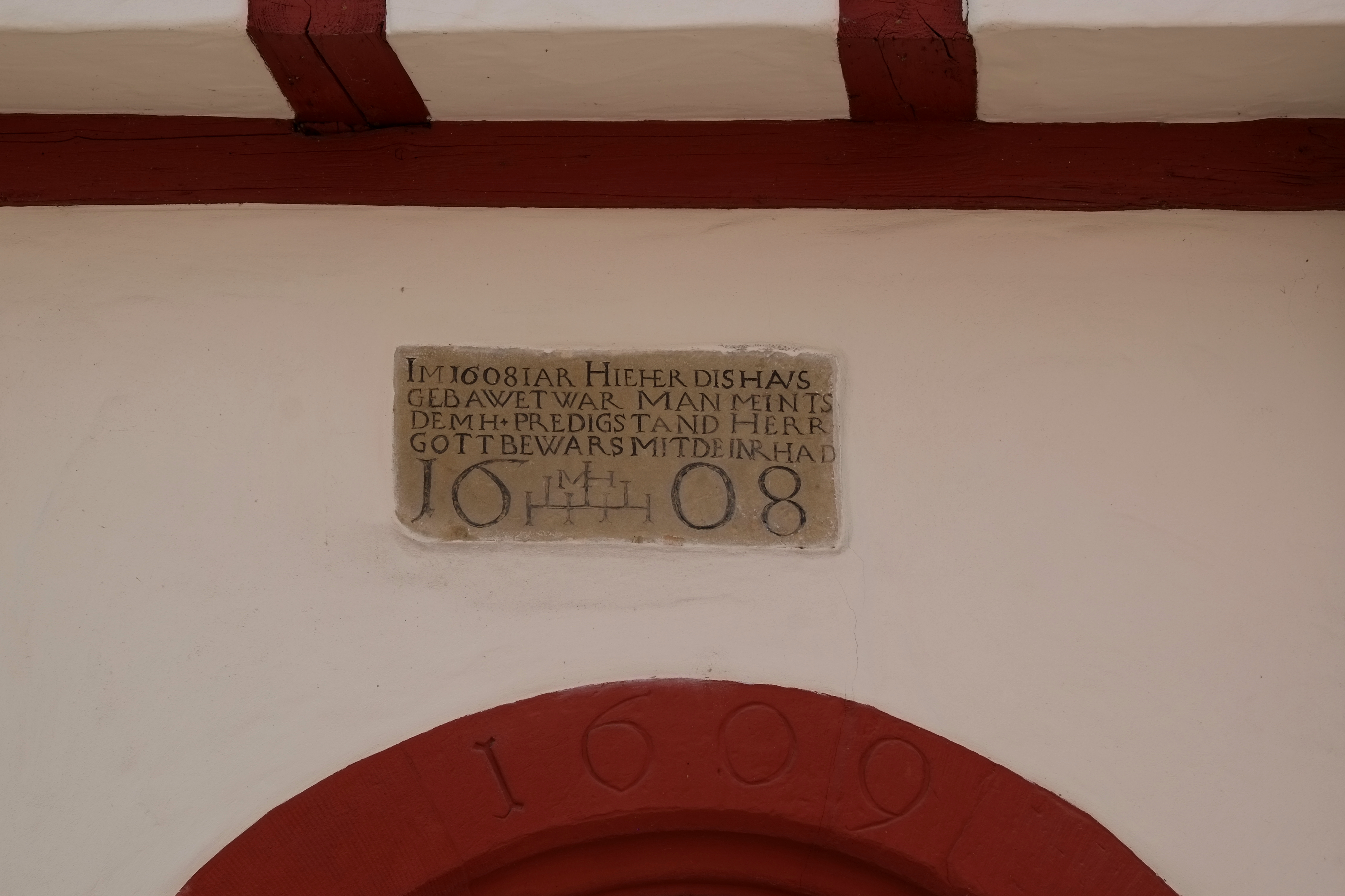
Bauinschrift

Das Rathaus in Marktsteft, einer Stadt im unterfränkischen Landkreis Kitzingen in Bayern, wurde 1608/09 errichtet. Das Rathaus an der Hauptstraße 27 ist ein geschütztes Baudenkmal. 
Der zweigeschossige, traufständige Satteldachbau hat einen Turm und eine Durchfahrt. Über dem Portal mit Steinrahmung ist das Wappen der Stadt angebracht.
Der Turm wird von einer Haube mit Dachknauf bekrönt.